# Bad Berneck im Fichtelgebirge
Bad Berneck im Fichtelgebirge è un comune tedesco situato nel land della Baviera.